# Agrius fasciatus
Agrius fasciatus är en fjärilsart som beskrevs av Rothschild 1894. Agrius fasciatus ingår i släktet Agrius och familjen svärmare. Inga underarter finns listade i Catalogue of Life.